# Robak móżdżku

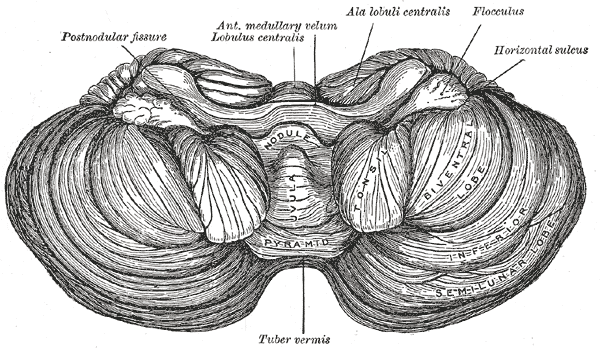
Schematyczne przedstawienie dolnej powierzchni móżdżku. Robak móżdżku zajmuje jego centralną część.

Robak móżdżku (łac. vermis cerebelli) – struktura anatomiczna, środkowa część móżdżku znajdująca się pomiędzy jego półkulami, odpowiadająca m.in. za koordynację ruchową i pionową postawę ciała.
Robak móżdżku dzielony jest na następujące płaciki (idąc od przodu i góry):
- języczek móżdżku (lingula cerebelli)
- płacik środkowy (lobulus centralis)
- czub (culmen)
- spadzistość (declive)
- liść robaka (folium vermis)
- guz robaka (tuber vermis)
- piramida robaka (pyramis vermis)
- czopek robaka (uvula vermis)
- grudka (nodulus)